# Molophilus (Molophilus) nilgiricus
Molophilus (Molophilus) nilgiricus is een tweevleugelige uit de familie steltmuggen (Limoniidae). De soort komt voor in het Oriëntaals gebied.